# Schashagen
Schashagen ist eine Gemeinde im Kreis Ostholstein in Schleswig-Holstein.

## Geografie

### Geografische Lage
Das Gemeindegebiet von Schashagen erstreckt sich im südöstlichen Teilbereich der naturräumlichen Haupteinheit Ostholsteinisches Hügel- und Seenland nordöstlich von Neustadt in Holstein an der Lübecker Bucht.

### Gemeindegliederung
Im Gemeindegebiet liegen die Orte Albersdorf, Altenbek, Bentfeld, Beusloe, Bliesdorf, Brodau, Brodauer Mühle, Groß Schlamin, Hermannshof, Klein Schlamin, Krummbek, Logeberg, Moorkaten, Merkendorf, Marxdorf, Rampe, Sackhufe und Wohldmorgen.

### Nachbargemeinden
Direkt angrenzende Gemeindegebiete von Schashagen sind:
| Schönwalde am Bungsberg | Lensahn                                     | Beschendorf, Manhagen, Grömitz |
| Altenkrempe             | Kompassrose, die auf Nachbargemeinden zeigt |                                |
| Neustadt in Holstein    |                                             |                                |

## Geschichte
Der Gutsbezirk Brodau, auf dem einige Dörfer in Schashagen liegen, wurde 1526 von Heinrich Rantzau († 1538) auf Helmstorf angelegt. Andere Ortsteile gehörten früher zum Johanniskloster in Lübeck und zum Gut Mönchneversdorf, das heute selbst zur Nachbargemeinde Schönwalde am Bungsberg gehört.
Die Ortschaften Bliesdorf, Merkendorf, Marxdorf und Klein-Schlamin schließlich gehörten dem Lübecker St. Clemens-Kaland.

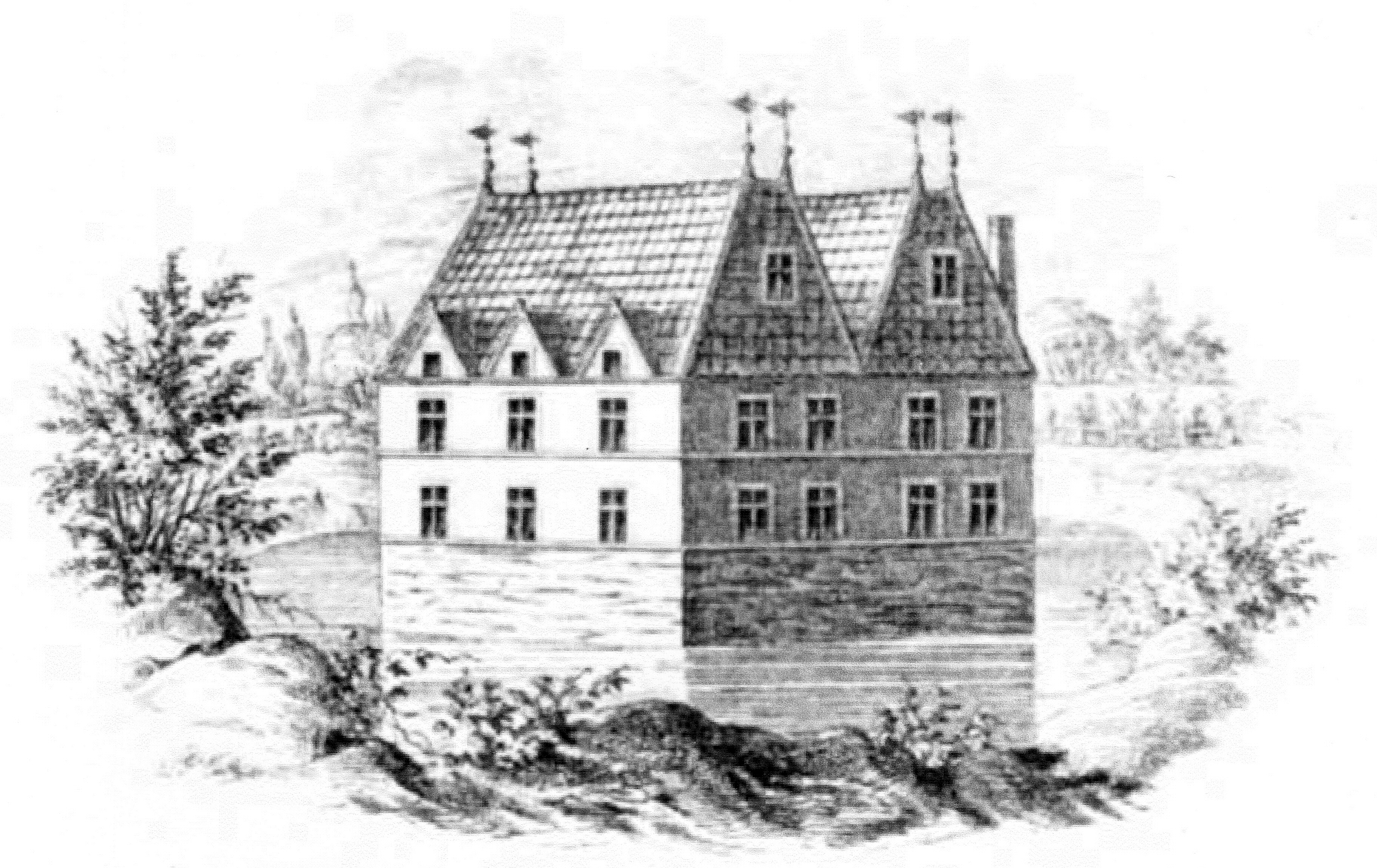
Das alte Gutshaus Brodau
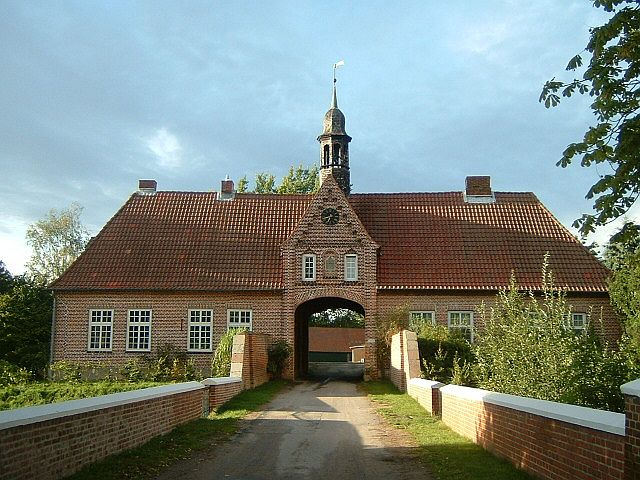
Torhaus von Gut Brodau
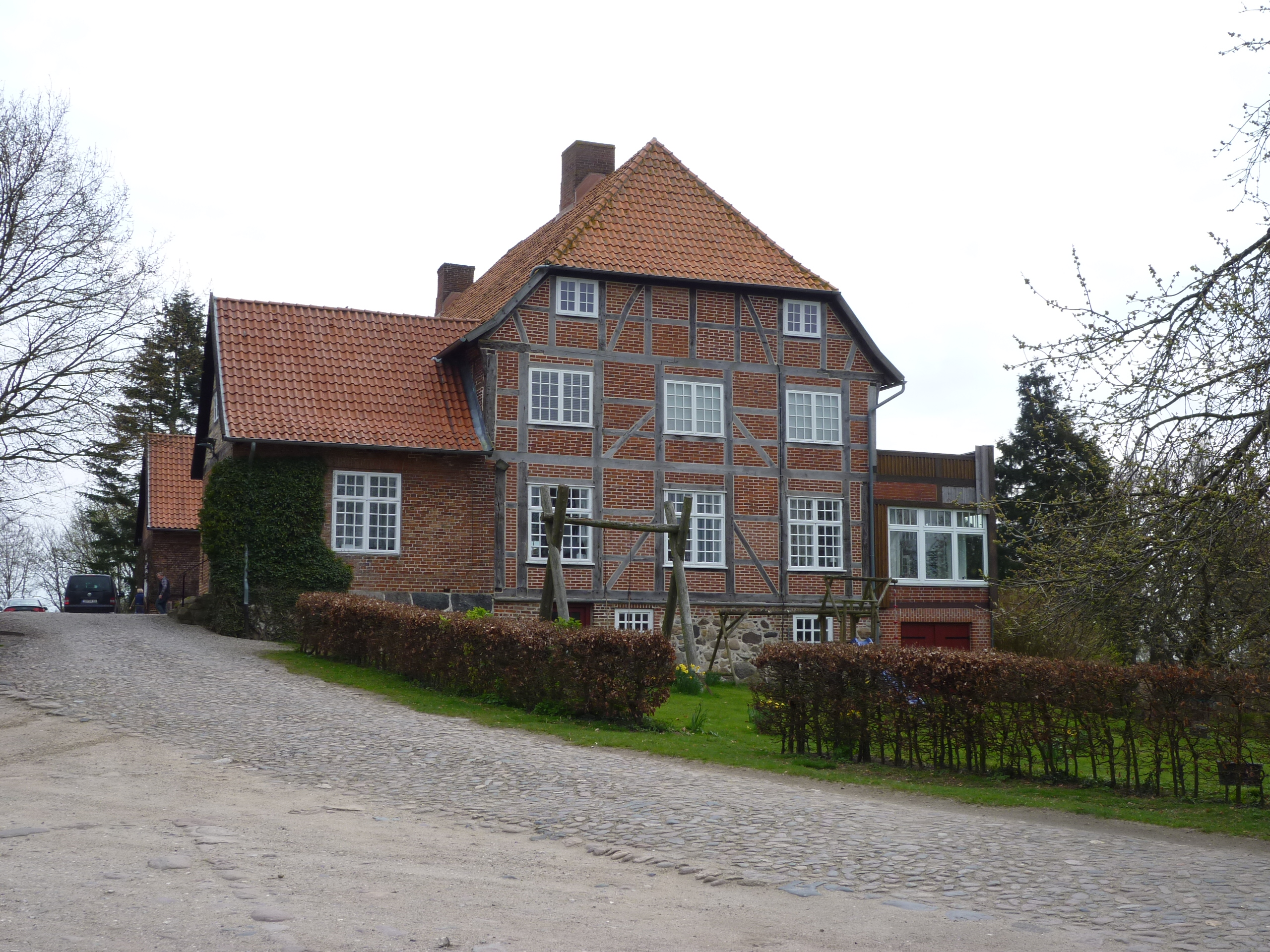
Gutshaus Brodau

Schashagen war bis 1970 amtsfrei.

## Politik

### Gemeindevertretung
Die Wahl 2023 ergab folgendes Ergebnis:
| Gemeindevertretungswahl Schashagen 2023Wahlbeteiligung: 57,1 % 403020100 34,1 %25,6 %24,5 %15,8 % BUSCDUFWGSPDGewinne und Verlusteim Vergleich zu 2018 %p 35 30 25 20 15 10 5 0 −5−10−15−20+34,1 %p−19,8 %p+1,0 %p−15,4 %pBUSCDUFWGSPD | Sitzverteilung in der Gemeindevertretung Schashagen seit 2023Insgesamt 17 Sitze - SPD: 3 - FWG: 4 - BUS: 6 - CDU: 4 |

### Wappen
Blasonierung: „In Blau eine goldene Windmühle (Galerieholländer) über einer silbernen Lilie im Schildfuß.“
Die Brodauer Mühle – der Galerieholländer im Wappen – war das Wahrzeichen von Brodau an der Straße nach Grömitz. Die 1864 erbaute Kornmühle brannte aus noch ungeklärter Ursache am 17. November 2005 ab.

### Verwaltung
Schashagen wird vom Amt Ostholstein-Mitte mitverwaltet.

## Wirtschaft und Verkehr
Die Wirtschaft im Gemeindegebiet ist von der landwirtschaftlichen Urproduktion und dem Tourismus geprägt. Es besteht auch ein Gewerbegebiet.
Die Bahnstrecke Lübeck–Puttgarden führt durch den Ortsteil Groß Schlamin. Die Bundesautobahn 1 führt im Abschnitt zwischen Neustadt in Holstein und Oldenburg in Holstein durch das westliche Gemeindegebiet. An der Anschlussstelle Neustadt in Holstein/Pelzerhaken (Nr. 13) zweigt die Bundesstraße 501 ab, die in küstennäherer Parallellage durch die Bäderorte bis zur Anschlussstelle Heiligenhafen wieder zur A 1 führt.

## Persönlichkeiten
- Detlev Siegfried von Ahlefeldt (1658–1714), königlicher Landrat und Amtmann von Oldenburg und Fehmarn.
- Detlev Friedrich von Ahlefeldt (1686–1745) war Erbherr auf Brodau und dänischer Generalmajor.
- Johann Friedrich Heinrich Timm (1866–1945), Politiker der SPD, Leiter der Reichszentrale für Heimatdienst, Abt. Bayern
- Im Jahre 2007 wurde dem Bauunternehmer Gerhard Gollan die Ehrenbürgerschaft der Gemeinde Schashagen verliehen.
- Ernst-August Wittrock erhielt 2008 für seine kommunalpolitische Arbeit als Bürgermeister von 1994 bis 2008 die Freiherr-vom-Stein-Medaille des Landes Schleswig-Holstein.